# Повернення до блакитної лагуни
«Повернення до блакитної лагуни» (англ. Return to the Blue Lagoon) — американський романтичний пригодницький фільм 1991 року продюсера і режисера Вільяма Ґрема. Головні ролі виконали Мілла Йовович і Браян Краузе. Сценарій Леслі Стівенса заснований на романі «Сад Бога» Генрі де Вер Стекпула 1923 року. Сиквел і ремейк оригінального фільму Блакитна лагуна з новими персонажами.
Оригінальний музичний супровід до фільму складений композитором Безілом Поледурісом. Заключну пісню «A World of Our Own» на мелодію Баррі Манна зі словами Синтії Вейл виконав гурт Surface.

## Сюжет
Головні герої попереднього фільму померли, але їх син Річард, так само, як колись його батьки, потрапив у чотирирічному віці на тропічний незаселений острів разом з дівчинкою Ліллі, донькою пасажирки корабля.
Проходять роки, герої стають дорослими. Одного разу до острова підходить корабель, що несе на острів всі блага цивілізації. І герої вимушені зробити вибір — виїхати з острова чи залишитись.

## Акторський склад
- Мілла Йовович — Ліллі
- Браян Краузе — Річард
- Ліза Пелікан — Сара Гарґрейв
- Нана Коберн — Сільвія
- Браян Блейн — Капітан Гільярд
- Пітер Хехір — Куінлан
- Джон Манн — перший капітан

## Закадрове озвучення
- Російське багатоголосе закадрове озвучення концерну «Інтер-фільм» (2003). Ролі озвучували: Станіслав Москвін, Олег Лепенець, Тетяна Антонова та Людмила Ардельян.
- Українське багатоголосе закадрове озвучення студії «Так Треба Продакшн» на замовлення телекомпанії «Інтер» (2007). Ролі озвучували: Анатолій Пашнін, Юрій Гребельник, Олена Бліннікова та Наталя Поліщук.

## Виробництво
Останній фільм режисера Вільяма А. Грема. Одна із заключних ролей Браяна Блейна перед його смертю в 1994 році.
Картину знятийо в Австралії і острові Тавеуні на Фіджі. Вона стала продовженням фільму Блакитна лагуна 198 року, де в головних ролях знялись Брук Шилдс і Крістофер Аткінс. «Повернення до блакитної лагуни» має сильну схожість зі своїм попередником, продюсером і режисером якого був Рендал Клейзер.
Хоча багато з елементів фільму фактично скопійовані з попередника і відповідно присутня деяка нагота, фільм спррмігся отримати рейтинг PG-13 (діти до 13 років допускаються на фільм з батьками) в США.
Під час її кар'єри як підлітки-фотомоделі, Міллу Йовович критики називали «Новою Брук Шилдс», яка грала Еммелін в оригінальному фільмі.

## Критика
Картина була номінована на п'ять номінацій під час 12-ї церемонії вручення Золотої малини в 1991 році, але не виграла в жодній категорії.

### Касові збори
В комерційному плані фільм був провальним: при кошторисі в 11 млн доларів збори склали трохи більше 3 млн. На думку експертів, головна причина — практично повне повторювання сюжету першої частини. Пізніше і зірка Мілла Йовович сказала, що це найгірший фільм у її кінокар'єрі.